# Chaetabraeus heterocnemis
Chaetabraeus heterocnemis är en skalbaggsart som beskrevs av Vienna 1991. Chaetabraeus heterocnemis ingår i släktet Chaetabraeus och familjen stumpbaggar. Inga underarter finns listade i Catalogue of Life.